# Hullámtörő

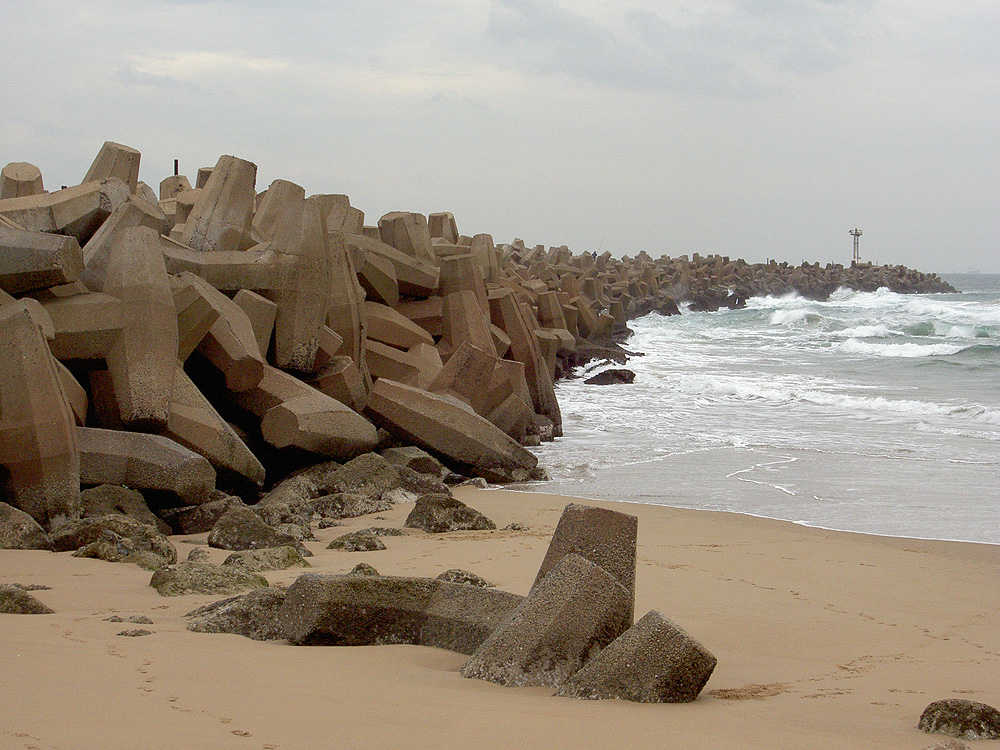
Hullámtörő dolos nevű betonalakzatokból
(Durban déli mólója)

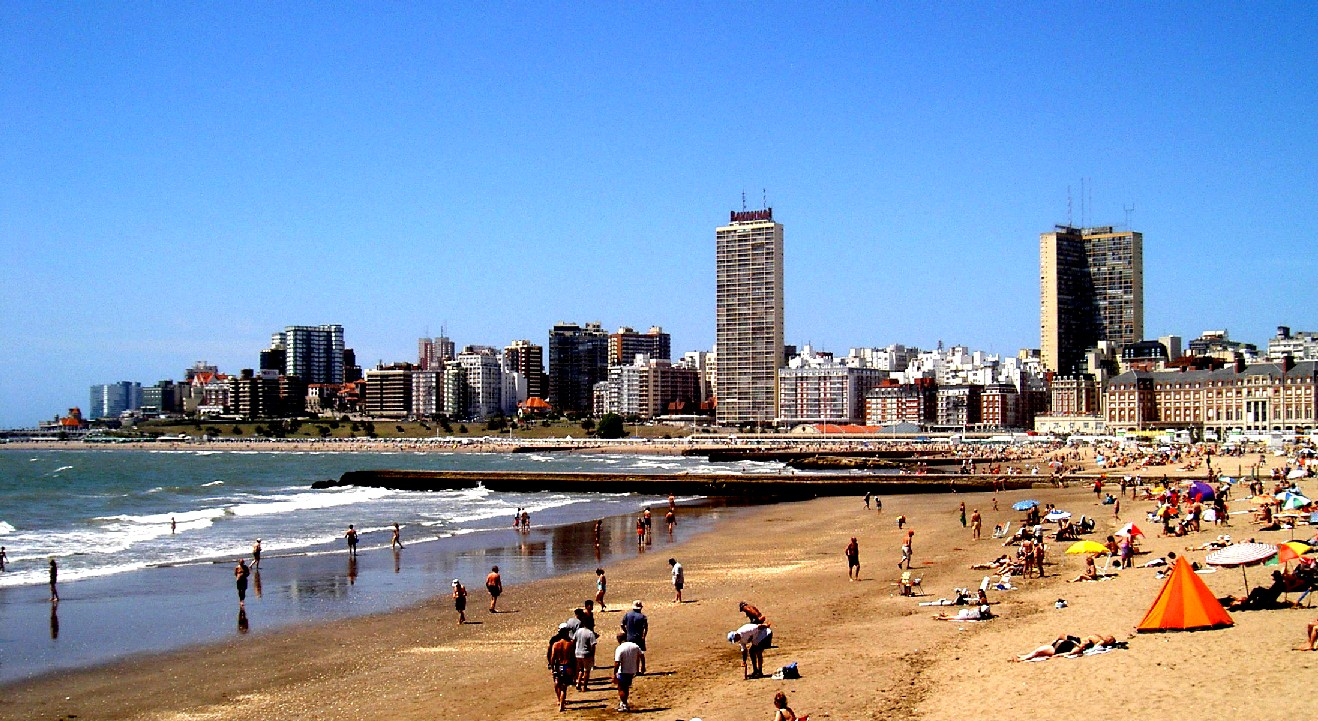
Fürdőzők kényelmét szolgáló kisebb hullámtörő

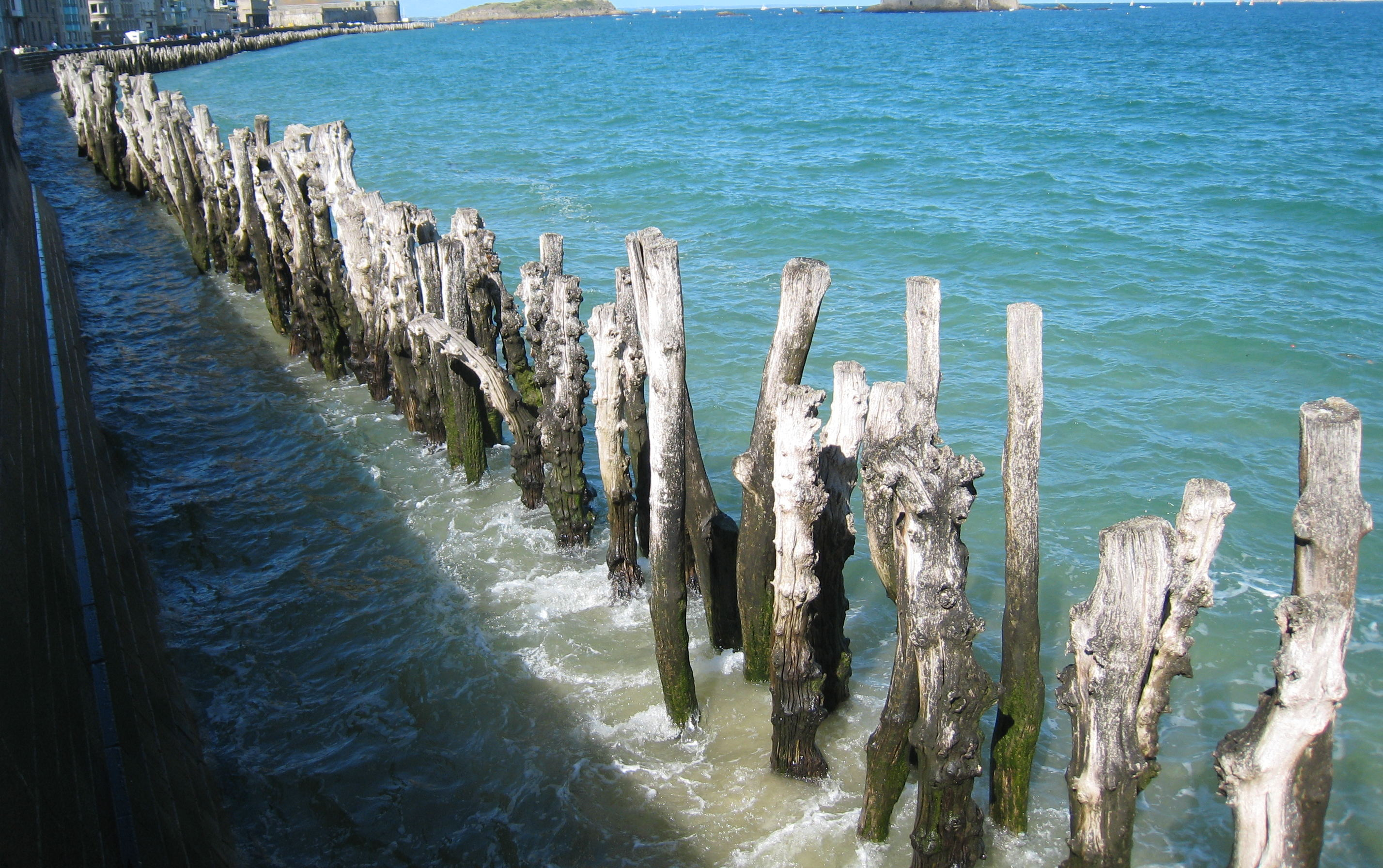
Fából készült, a parti építményt védő hullámtörő

A hullámtörő tavak, tengerek partvonalán vagy annak közelében elhelyezkedő természetes képződmény vagy mesterséges építmény (gát, töltés, móló), amely a part felé tartó nagy hullámokat megtöri, így a part (kikötő) felőli oldalán a víz nyugodtabb, mint a nyílt vízen. A hullámtörő lehet természetes sziklaképződmény is (az ilyenekkel védett öblöket nevezzük természetes kikötőknek), de a leggyakrabban mesterséges gát (móló).
Olyan helyeken, ahol a természetes védelem hiányzik, a hullámzás pedig erős, a kikötő előtt rendszerint parttól partig húzódó hullámtörőt építenek, ezen bejáró nyílást hagynak a hajóknak, és előtte megfelelő távolságban egy másik hullámtörőt is építenek a bejárat védelmére.
A mesterséges hullámtörő töltést általában terméskőből rakják le. Keresztszelvénye olyan, mint a szárazföldi töltéseké, annyi különbséggel, hogy belső oldalának felső része függőleges falazat, hogy a hajók mellé állhassanak, és így rakodóul is használhassák. Külső lejtője rendszerint lankásabb, és nagyobb (több tonnás) kövekből áll, hogy a hullámok meg ne bontsák. A legnagyobb köveket a vízszint közelében rakják le, mert a hullámzás hatása ott a legerősebb. A kikötő feliszapolódásának elkerülésére a hullámtörőn gyakran csatornákat nyitnak, és ezeken zsilipekkel szabályozzák a víz mozgását, hogy a kikötőben kedvező áramlási viszonyokat alakítsanak ki. 
Olyankor, amikor a természetes védelem teljesen hiányzik, a fő móló külső oldalának védelmére nem ritkán másodlagos hullámtörő gátat építenek. Ez gyakran csak szakaszos (nem folyamatos), közlekedésre, illetve rakodásra nem alkalmas, a partról száraz lábbal nem közelíthető meg, sőt, gyakran a vízszintet sem éri el. Az ókori építészetben a kettős hullámtörő szép példája Sebastos, Ceasarea Maritima város kikötője (Izraelben, a Földközi-tenger partján, Haifától körülbelül 40 km-rel délre), amit Kr. e. 22–9(/10?). között építtetett Nagy Heródes.